# Отмон (коммуна)
Омо́н (фр. Hautmont) — город и коммуна во Франции, регион О-де-Франс, департамент Нор, кантон Авен-сюр-Эльп, в 75 км от Лилля и 35 км от Валансьенна, в 2 км от национальной автомагистрали N2, на правом берегу реки Самбра.
Население (2017) — 14 574 человека.

## История
История Омона началась с появления небольшой часовни в честь святого Ведаста на небольшом холме на правом берегу Самбра в месте под названием «Mont-Aigu» («острая гора»), по имени которой деревня (Hautmont — буквально «высокая гора»), скорее всего, и получила своё название.
- 643 год — Мадельгар, наместник провинции Эно, придворный короля Дагоберта, решил уйти в монашество и начал строить монастырь в месте, называемом Mons Altus. Дагоберт передал ему мощи Папы Святого Марцелла, замученного в 309. Мальдегар стал монахом-бенедиктинцем, а его жена Вальдетруда после такого решения мужа также решила посвятить себя монашеской жизни и начала строить монастырь на обширной территории, где впоследствии появился бельгийский город Монс. Вальдетруда является покровительницей города Монс и провинции Эно.
- 829 год — при аббатстве Омон основана школа.
- 1525-1625 годы — «Золотой век» аббатства Омон связан с аббатом Гаспаром Оно. Аббатство было отремонтировано и построены новые здания, при аббатстве начала работать пивоварня.
- 1789 год — во время Французской Революции население Омона составляло 552 человека. Аббатство было одним из самых процветающих в провинции Эно. В отличие от многих других, монастырь не был полностью разрушен во время революции, благодаря мужеству дона Жислена Дюсара, которому 28 июля 1789 года удалось успокоить крестьян, которые пришли, чтобы разграбить и разрушить аббатство.

- 1843 год — крупная компания строит в Омоне металлургический завод, после чего в поселке стали развиваться новые производства и расти население.

- 3 августа 2008 года — по Отмону и прилегающим к нему населённым пунктам проносится разрушительный (F4/TORRO8)[5] смерч. Сотни зданий были повреждены, 40 зданий разрушены[6]. Погибло 3 человека (ещё один человек покончил с собой, узнав о разрушении смерчем собственного дома[7]).

## Достопримечательности
- Здание бывшего аббатства Омон
- Церковь Успения Богородицы второй половины XIX века
- Дома в стиле арт-деко

## Экономика
Структура занятости населения:
- сельское хозяйство — 0,3 %
- промышленность — 16,8 %
- строительство — 5,8 %
- торговля, транспорт и сфера услуг — 35,7 %
- государственные и муниципальные службы — 41,4 %

Уровень безработицы (2017) — 32,2 % (Франция в целом — 13,4 %, департамент Нор — 17,6 %). 

Среднегодовой доход на 1 человека, евро (2017) — 15 000 (Франция в целом — 21 110, департамент Нор — 19 490).

## Демография
Динамика численности населения, чел.

## Администрация
Администрацию Отмона с 2020 года возглавляет член партии Республиканцы Стефан Вильмотт (Stéphane Wilmotte). На выборах 2020 года возглавляемый им альтернативный правый блок получил во 2-м туре 52,96 % голосов и опередил блок партии Республиканцы во главе с его отцом и действующим мэром Жоэлем Вильмотом.
| Период | Период | Фамилия           | Партия                                                                     | Примечания                            |
| ------ | ------ | ----------------- | -------------------------------------------------------------------------- | ------------------------------------- |
| 1977   | 1989   | Жан-Клод Ватерлен | Коммунистическая партия                                                    | член Генерального совета департамента |
| 1989   | 2015   | Жоэль Вильмот     | Социалистическая партия, Объединение за Францию, Союз за народное движение | член Генерального совета департамента |
| 2015   | 2016   | Стефан Вильмот    | Республиканцы                                                              |                                       |
| 2016   | 2016   | Даниэль Девин     |                                                                            |                                       |
| 2016   | 2020   | Жоэль Вильмот     | Республиканцы                                                              | член Совета департамента              |
| 2020   |        | Стефан Вильмот    | Республиканцы                                                              |                                       |

## Города-побратимы
- Калиш, Польша
- Хальфер, Германия
- Каменец-Подольский, Украина

## Галерея

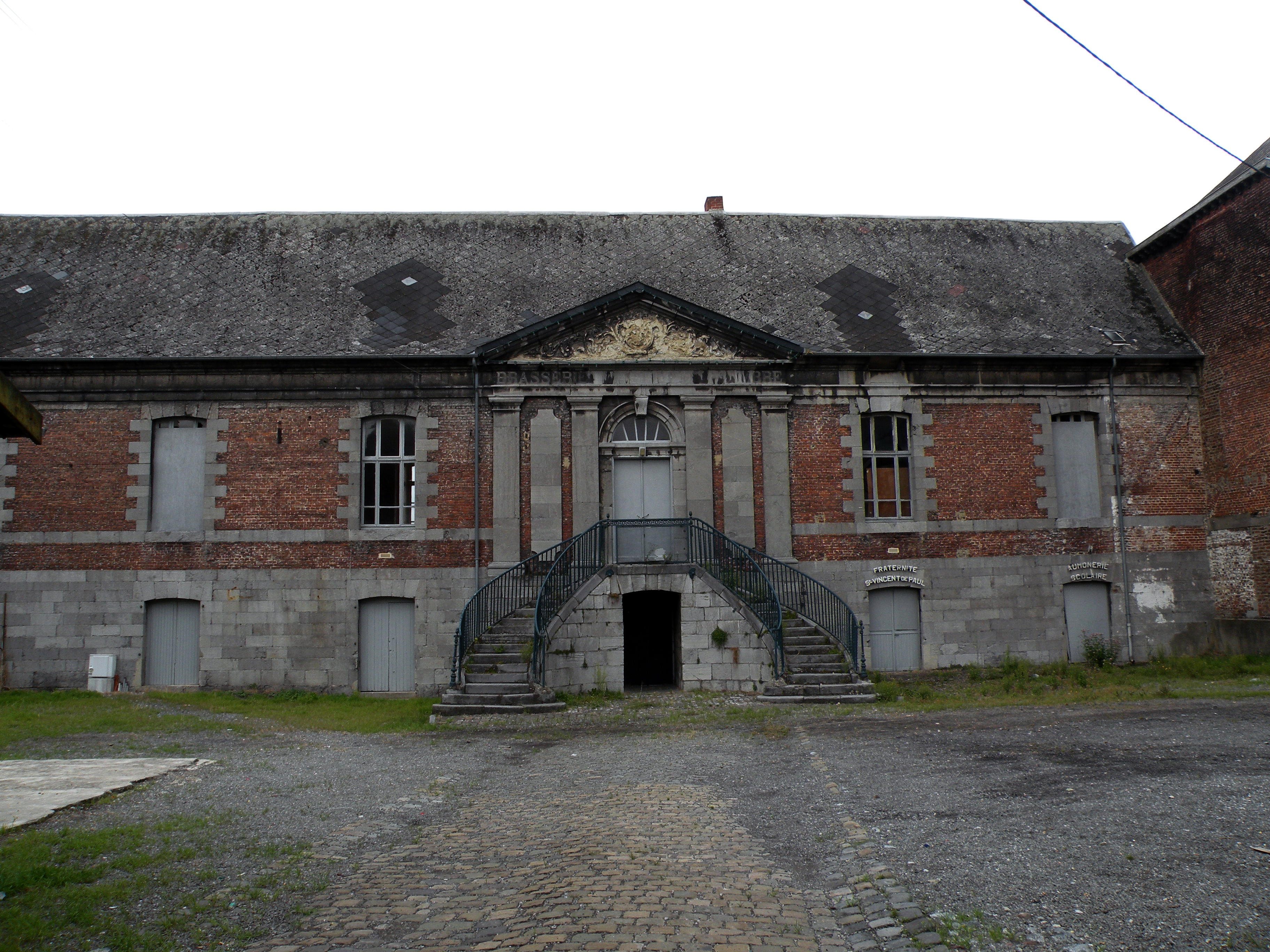
Аббатство Омон
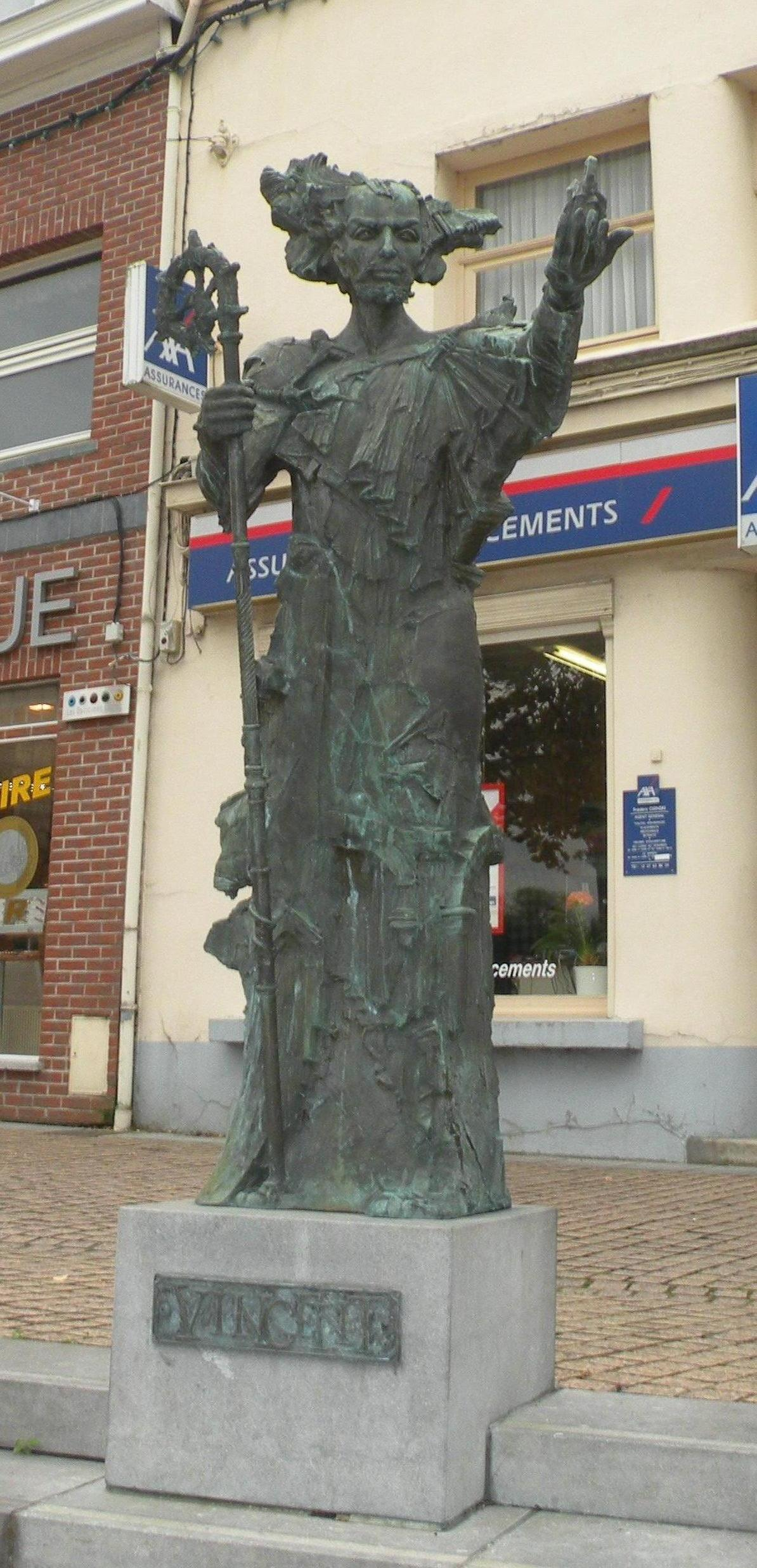
Святой Ведаст
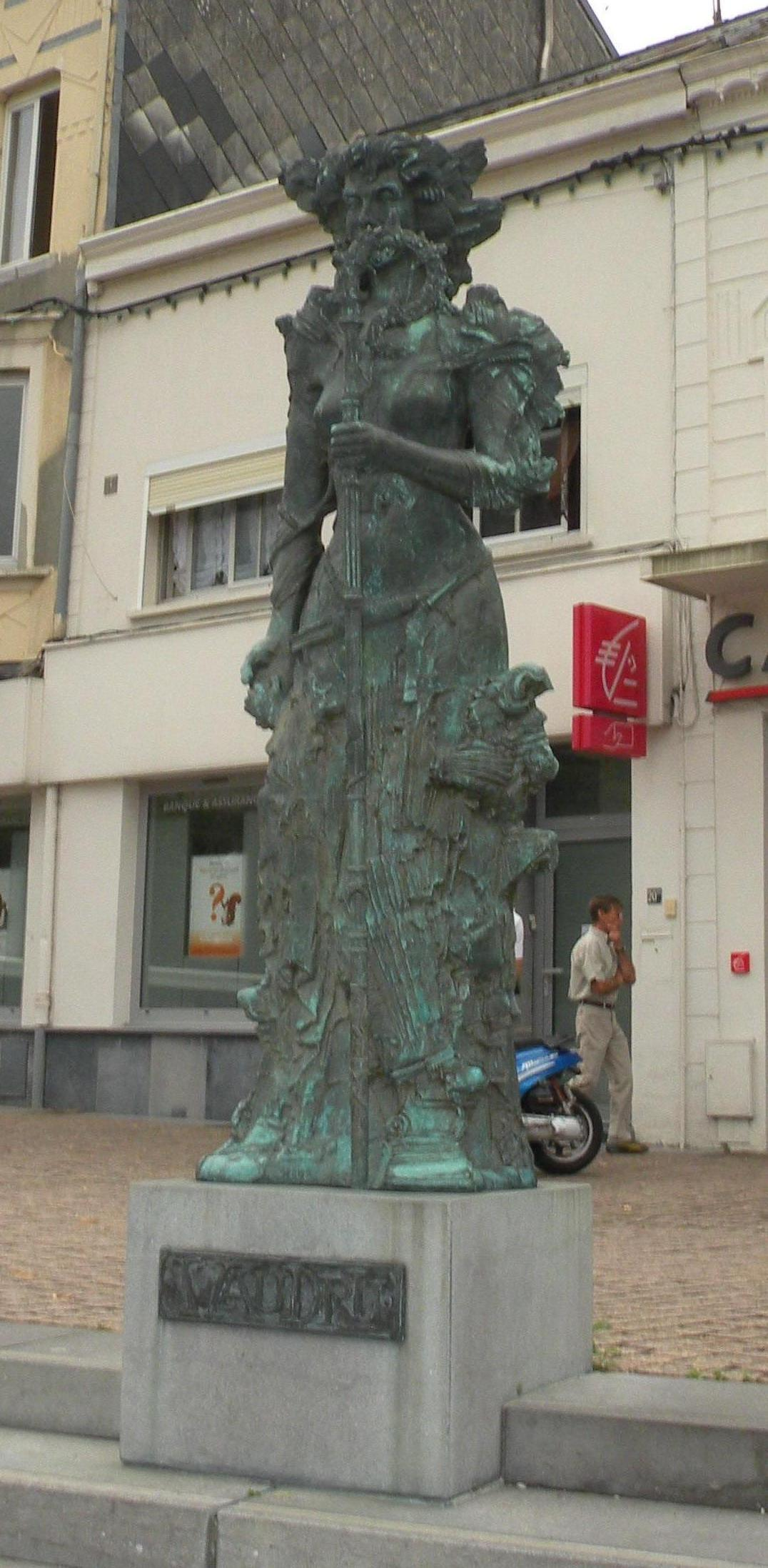
Святая Вальдетруда
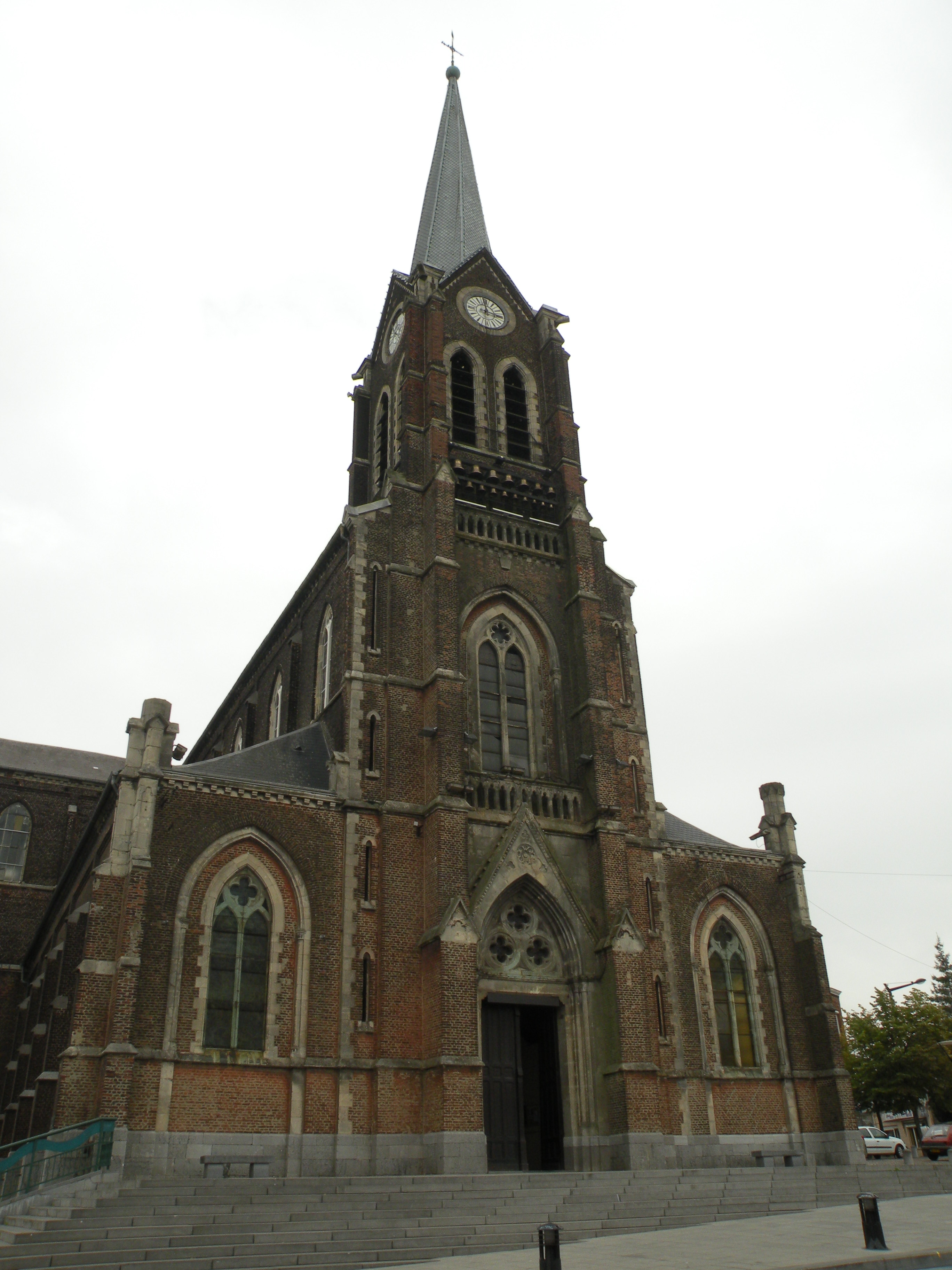
Церковь Успения Богородицы
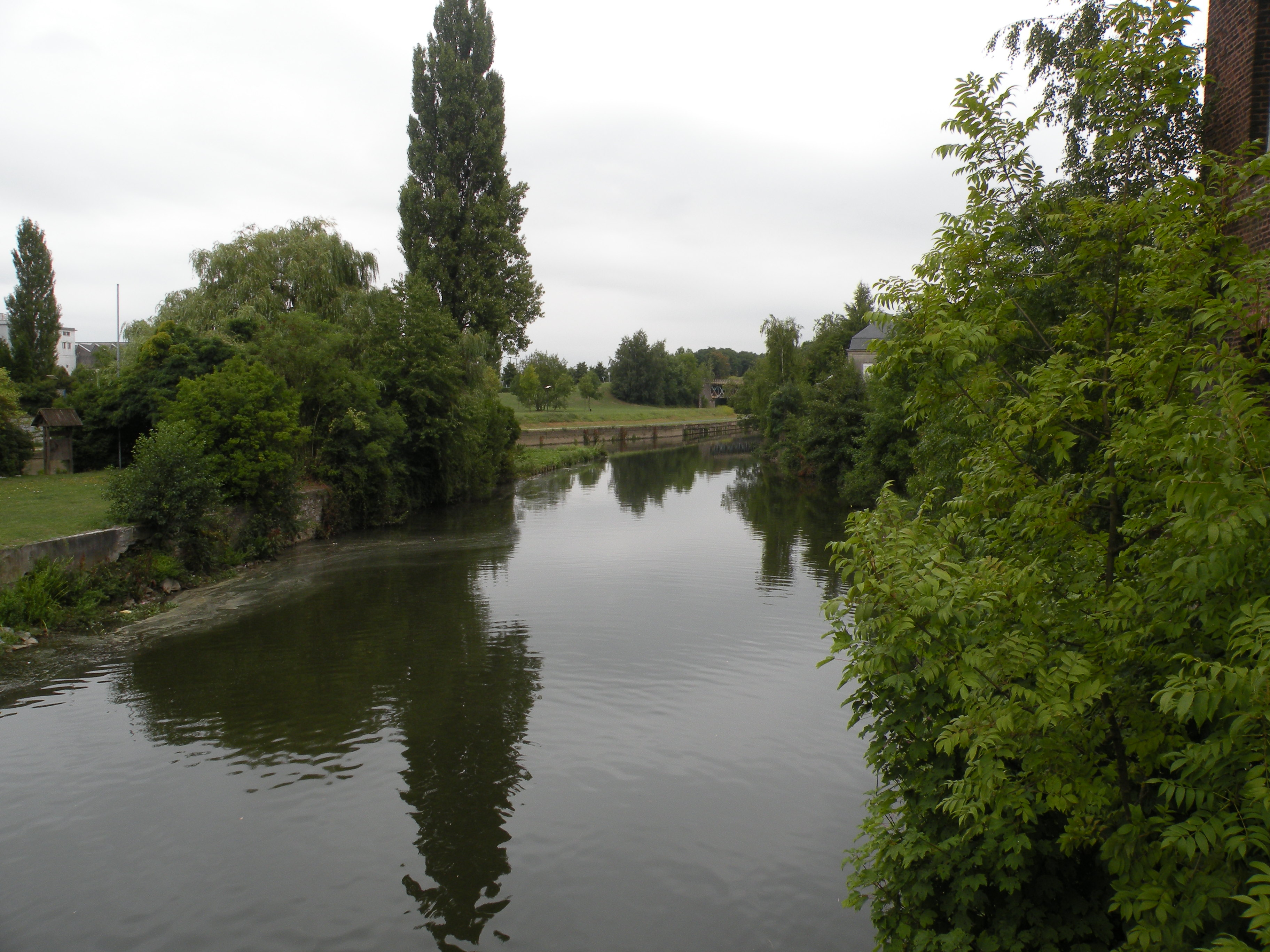
Река Самбра в Отмоне